# دونگه ندییتسه
دونگه ندییتسه (به صربی: Donje Nedeljice) یک روستا در صربستان است که در شهرداری لوزنیسا واقع شده است. ٰدونگه ندییتسه ۵۶۶ نفر جمعیت دارد.